# Summoner Wars
Summoner Wars là một trò chơi trên bàn được Plaid Hat phát triển và Playdek, Inc. phát hành. Phiên bản iOS ra đời vào ngày 04 tháng 7 năm 2012 và phiên bản trên Android ra mắt ngày 15 tháng 5 năm 2014.

## Đánh giá
Trò chơi được Metacritic cho điểm 86% dựa trên 5 đánh giá phê bình.
Gamezebo nhận xét "Summoner Wars có thể sẽ trở thành trò chơi hàng đầu trong các trò chơi trên bàn bản điện tử. Nó rẻ hơn. Nó đẹp hơn. Ít rắc rối. Chế độ chơi nhiều người hoàn hảo cho phép bạn chơi thường xuyên như bạn muốn. Nếu bạn là một fan hâm mộ của trò chơi chiến lược, đây là một trò chơi phải mua. và thậm chí nếu bạn không hâm mộ trò chơi chiến lược, bạn có thể thử miễn phí, và bạn không có gì để mất. " ZTGD nhận xét "Có chiều sâu, chiến lược rộng rãi đa dạng, khả năng tự xây dựng bộ bài và chơi trực tuyến hoàn hảo là những điểm nổi bật của trò chơi tuyệt vời này". Pocketgameruk mô tả Summoner Wars như" Một trò chơi thẻ bài chiến thuật phức tạp, nhưng có thể học được, kết hợp các yếu tố của Magic:The Gathering với Risk và Stratego." Eurogamer nhận xét "Dễ dàng cảm thấy Summoner Wars là một trò chơi hay, có thể tới mức tuyệt vời, chỉ tiếc đây là game có chiều sâu nhưng còn ít chức năng." TouchArcade cho biết Summoner Wars là "Một game phải chơi cho các game thủ muốn điều động quân mang tính chiến thuật hơn trong các game đánh bài CCG hoặc tùy biến hơn trong các trò chơi chiến lược của họ. Tuy nhiên, các sai sót trò này và các mức giá cho để mua tất cả các bản mở rộng có trong trò chơi cho thấy nó không phải dành cho tất cả mọi người, nhưng để thử chơi thì miễn phí. Game có một hệ thống IAP linh hoạt và nó có giá trị theo cả hai cách."